# Tsjechië op het Europees kampioenschap voetbal 2020
Tsjechië was een van de deelnemende landen aan het Europees kampioenschap voetbal 2020. Het was de zesde deelname voor het land. Jaroslav Šilhavý was de bondscoach. Tsjechië werd in de kwartfinale uitgeschakeld door Denemarken.

## Kwalificatie

### Kwalificatieduels
|                                              |                                                           |         |          |                                                                                |
| 22 maart 2019 «onderlinge duels» 19:45 (UTC) | Engeland                                                  | 5 − 0   | Tsjechië | Wembley Stadium, Londen Toeschouwers: 82.575 Scheidsrechter: Artur Soares Dias |
| 22 maart 2019 «onderlinge duels» 19:45 (UTC) | Sterling 24', 62', 68' Kane 45+2' (pen.) Kalas 84' (e.d.) | Verslag |          | Wembley Stadium, Londen Toeschouwers: 82.575 Scheidsrechter: Artur Soares Dias |

|                                              |                 |         |           |                                                                         |
| 7 juni 2019 «onderlinge duels» 20.45 (UTC+2) | Tsjechië        | 2 − 1   | Bulgarije | Generali Arena, Praag Toeschouwers: 13.482 Scheidsrechter: Tamás Bognár |
| 7 juni 2019 «onderlinge duels» 20.45 (UTC+2) | Schick 19', 50' | Verslag | 3' Isa    | Generali Arena, Praag Toeschouwers: 13.482 Scheidsrechter: Tamás Bognár |

|                                               |                                                   |         |            |                                                                                   |
| 10 juni 2019 «onderlinge duels» 20.45 (UTC+2) | Tsjechië                                          | 3 − 0   | Montenegro | Andrův stadion, Olomouc Toeschouwers: 11.565 Scheidsrechter: Vladislav Bezborodov |
| 10 juni 2019 «onderlinge duels» 20.45 (UTC+2) | Jankto 18' Kopitović 49' (e.d.) Schick 82' (pen.) | Verslag |            | Andrův stadion, Olomouc Toeschouwers: 11.565 Scheidsrechter: Vladislav Bezborodov |

|                                                   |                        |         |            |                                                                                   |
| 7 september 2019 «onderlinge duels» 15.00 (UTC+2) | Kosovo                 | 2 − 1   | Tsjechië   | Fadil Vokrristadion, Pristina Toeschouwers: 12.678 Scheidsrechter: Danny Makkelie |
| 7 september 2019 «onderlinge duels» 15.00 (UTC+2) | Muriqi 20' Vojvoda 67' | Verslag | 16' Schick | Fadil Vokrristadion, Pristina Toeschouwers: 12.678 Scheidsrechter: Danny Makkelie |

|                                                    |            |         |                                             |                                                                                 |
| 10 september 2019 «onderlinge duels» 20.45 (UTC+2) | Montenegro | 0 − 3   | Tsjechië                                    | Pod Goricomstadion, Podgorica Toeschouwers: 5.951 Scheidsrechter: Ali Palabıyık |
| 10 september 2019 «onderlinge duels» 20.45 (UTC+2) |            | Verslag | 54' Souček 58' Masopust 90+4' (pen.) Darida | Pod Goricomstadion, Podgorica Toeschouwers: 5.951 Scheidsrechter: Ali Palabıyık |

|                                                  |                        |         |                |                                                                          |
| 11 oktober 2019 «onderlinge duels» 20.45 (UTC+2) | Tsjechië               | 2 − 1   | Engeland       | Sinobo Stadium, Praag Toeschouwers: 18.651 Scheidsrechter: Damir Skomina |
| 11 oktober 2019 «onderlinge duels» 20.45 (UTC+2) | Brabec 9' Ondrášek 85' | Verslag | 5' (pen.) Kane | Sinobo Stadium, Praag Toeschouwers: 18.651 Scheidsrechter: Damir Skomina |

|                                                   |                       |         |           |                                                                                  |
| 14 november 2019 «onderlinge duels» 20.45 (UTC+1) | Tsjechië              | 2 − 1   | Kosovo    | Stadion města Plzně, Pilsen Toeschouwers: 10.986 Scheidsrechter: Gianluca Rocchi |
| 14 november 2019 «onderlinge duels» 20.45 (UTC+1) | Král 71' Čelůstka 79' | Verslag | 50' Nuhiu | Stadion města Plzně, Pilsen Toeschouwers: 10.986 Scheidsrechter: Gianluca Rocchi |

|                                                   |              |         |          |                                                                                       |
| 17 november 2019 «onderlinge duels» 19.00 (UTC+2) | Bulgarije    | 1 − 0   | Tsjechië | Vasil Levski Nationaal Stadion, Sofia Toeschouwers: 0 Scheidsrechter: Sergej Karasjov |
| 17 november 2019 «onderlinge duels» 19.00 (UTC+2) | Bozhikov 56' | Verslag |          | Vasil Levski Nationaal Stadion, Sofia Toeschouwers: 0 Scheidsrechter: Sergej Karasjov |

### Eindstand groep A
| Nr. | Land       | GW | W | G | V | DV | DT | DS  | Ptn |
| --- | ---------- | -- | - | - | - | -- | -- | --- | --- |
| 1   | Engeland   | 8  | 7 | 0 | 1 | 37 | 6  | +31 | 21  |
| 2   | Tsjechië   | 8  | 5 | 0 | 3 | 13 | 11 | +2  | 15  |
| 3   | Kosovo     | 8  | 3 | 2 | 3 | 13 | 16 | -3  | 11  |
| 4   | Bulgarije  | 8  | 1 | 3 | 4 | 6  | 17 | -11 | 6   |
| 5   | Montenegro | 8  | 0 | 3 | 5 | 3  | 22 | -19 | 3   |

## EK-voorbereiding

### Wedstrijden
|                                              |                                                  |       |          |                                                                                    |
| 4 juni 2021 «onderlinge duels» 20:45 (UTC+2) | Italië                                           | 4 – 0 | Tsjechië | Stadio Renato Dall'Ara, Bologna Toeschouwers: 1.000 Scheidsrechter: Lionel Tschudi |
| 4 juni 2021 «onderlinge duels» 20:45 (UTC+2) | Immobile 23' Barella 42' Insigne 66' Berardi 73' |       |          | Stadio Renato Dall'Ara, Bologna Toeschouwers: 1.000 Scheidsrechter: Lionel Tschudi |

|                                              |                                     |       |                |                                                                          |
| 8 juni 2021 «onderlinge duels» 20:15 (UTC+2) | Tsjechië                            | 3 – 1 | Albanië        | Generali Arena, Praag Toeschouwers: 1.351 Scheidsrechter: Peter Kralović |
| 8 juni 2021 «onderlinge duels» 20:15 (UTC+2) | Schik 18' Masopust 68' Čelůstka 89' |       | 42' Cikalleshi | Generali Arena, Praag Toeschouwers: 1.351 Scheidsrechter: Peter Kralović |

## Het Europees kampioenschap
De loting vond plaats op 30 november 2019 in Boekarest. Tsjechië werd ondergebracht in groep D, samen met Engeland, Kroatië en Schotland.

### Uitrustingen
Sportmerk: Puma
| Thuis | Uit | Doelman |

### Selectie en statistieken
| Nr. | Naam             | Geboortedatum | GW |   |   |   |   |   |   | Club             | Positie(s) |
| --- | ---------------- | ------------- | -- | - | - | - | - | - | - | ---------------- | ---------- |
| 1   | Tomáš Vaclík     | 29-03-1989    | 5  | 0 | 0 | 0 | 0 | 0 | 0 | Sevilla FC       | GK         |
| 2   | Pavel Kadeřábek  | 25-04-1992    | 1  | 0 | 0 | 0 | 0 | 0 | 0 | TSG Hoffenheim   | RB, RW     |
| 3   | Ondřej Čelůstka  | 18-06-1989    | 5  | 0 | 0 | 0 | 0 | 0 | 1 | Sparta Praag     | CB         |
| 4   | Jakub Brabec     | 06-08-1992    | 1  | 0 | 0 | 0 | 0 | 1 | 0 | Viktoria Pilsen  | CB, RB     |
| 5   | Vladimír Coufal  | 22-08-1992    | 5  | 0 | 1 | 0 | 0 | 0 | 0 | West Ham United  | RB         |
| 6   | Tomáš Kalas      | 15-05-1993    | 5  | 0 | 1 | 0 | 0 | 0 | 0 | Bristol City     | CB, RB     |
| 7   | Antonín Barák    | 03-12-1994    | 3  | 0 | 0 | 0 | 0 | 1 | 1 | Hellas Verona    | AM         |
| 8   | Vladimír Darida  | 08-08-1990    | 4  | 0 | 0 | 0 | 0 | 1 | 3 | Hertha BSC       | CM, AM     |
| 9   | Tomáš Holeš      | 31-03-1993    | 5  | 1 | 0 | 0 | 0 | 1 | 4 | Slavia Praag     | CB, DM     |
| 10  | Patrik Schick    | 24-01-1996    | 5  | 5 | 0 | 0 | 0 | 0 | 5 | Bayer Leverkusen | CF         |
| 11  | Michael Krmenčík | 15-03-1993    | 4  | 0 | 1 | 0 | 0 | 4 | 0 | PAOK Saloniki    | CF         |
| 12  | Lukáš Masopust   | 12-02-1993    | 5  | 0 | 1 | 0 | 0 | 0 | 5 | Slavia Praag     | RM         |
| 13  | Petr Ševčík      | 02-05-1994    | 5  | 0 | 0 | 0 | 0 | 3 | 2 | Slavia Praag     | CM         |
| 14  | Jakub Jankto     | 19-01-1996    | 5  | 0 | 0 | 0 | 0 | 2 | 3 | UC Sampdoria     | CM         |
| 15  | Tomáš Souček     | 27-02-1995    | 5  | 0 | 0 | 0 | 0 | 0 | 0 | West Ham United  | DM         |
| 16  | Aleš Mandous     | 21-04-1992    | 0  | 0 | 0 | 0 | 0 | 0 | 0 | Sigma Olomouc    | GK         |
| 17  | David Zima       | 08-11-2000    | 0  | 0 | 0 | 0 | 0 | 0 | 0 | Slavia Praag     | CB         |
| 18  | Jan Bořil        | 11-01-1991    | 4  | 0 | 2 | 0 | 0 | 0 | 0 | Slavia Praag     | LB         |
| 19  | Adam Hložek      | 25-07-2002    | 4  | 0 | 1 | 0 | 0 | 4 | 0 | Sparta Praag     | CF         |
| 20  | Matěj Vydra      | 01-05-1992    | 3  | 0 | 0 | 0 | 0 | 3 | 0 | Burnley FC       | CF         |
| 21  | Alex Král        | 19-05-1998    | 4  | 0 | 0 | 0 | 0 | 3 | 1 | Spartak Moskou   | DM         |
| 22  | Aleš Matějů      | 03-06-1996    | 0  | 0 | 0 | 0 | 0 | 0 | 0 | Brescia Calcio   | RB         |
| 23  | Jiří Pavlenka    | 14-04-1992    | 0  | 0 | 0 | 0 | 0 | 0 | 0 | Werder Bremen    | GK         |
| 24  | Tomáš Pekhart    | 26-05-1989    | 1  | 0 | 0 | 0 | 0 | 1 | 0 | Legia Warschau   | CF         |
| 25  | Jakub Pešek      | 24-06-1993    | 0  | 0 | 0 | 0 | 0 | 0 | 0 | Slovan Liberec   | LW         |
| 26  | Michal Sadílek   | 31-05-1999    | 1  | 0 | 0 | 0 | 0 | 1 | 0 | Slovan Liberec   | CM         |

### Wedstrijden
| Nr. | Land      | GW | W | G | V | DV | DT | DS | Ptn |
| --- | --------- | -- | - | - | - | -- | -- | -- | --- |
| 1   | Engeland  | 3  | 2 | 1 | 0 | 2  | 0  | +2 | 7   |
| 2   | Kroatië   | 3  | 1 | 1 | 1 | 4  | 3  | +1 | 4   |
| 3   | Tsjechië  | 3  | 1 | 1 | 1 | 3  | 2  | +1 | 4   |
| 4   | Schotland | 3  | 0 | 1 | 2 | 1  | 5  | -4 | 1   |

#### Groepsfase
|                                               |           |                 |          |                                                                          |
| 14 juni 2021 «onderlinge duels» 14:00 (UTC+1) | Schotland | 0 – 2           | Tsjechië | Hampden Park, Glasgow Toeschouwers: 9.847 Scheidsrechter: Daniel Siebert |
| 14 juni 2021 «onderlinge duels» 14:00 (UTC+1) |           | 42', 52' Schick |          | Hampden Park, Glasgow Toeschouwers: 9.847 Scheidsrechter: Daniel Siebert |

|                                               |             |       |                   |                                                                                   |
| 18 juni 2021 «onderlinge duels» 17:00 (UTC+1) | Kroatië     | 1 – 1 | Tsjechië          | Hampden Park, Glasgow Toeschouwers: 5.607 Scheidsrechter: Carlos del Cerro Grande |
| 18 juni 2021 «onderlinge duels» 17:00 (UTC+1) | Perišić 47' |       | 37' (pen.) Schick | Hampden Park, Glasgow Toeschouwers: 5.607 Scheidsrechter: Carlos del Cerro Grande |

|                                               |          |              |          |                                                                                |
| 22 juni 2021 «onderlinge duels» 20:00 (UTC+1) | Tsjechië | 0 – 1        | Engeland | Wembley Stadium, Londen Toeschouwers: 19.104 Scheidsrechter: Artur Soares Dias |
| 22 juni 2021 «onderlinge duels» 20:00 (UTC+1) |          | 12' Sterling |          | Wembley Stadium, Londen Toeschouwers: 19.104 Scheidsrechter: Artur Soares Dias |

#### Achtste finale
|                                               |             |       |                      |                                                                              |
| 27 juni 2021 «onderlinge duels» 18:00 (UTC+2) | Nederland   | 0 – 2 | Tsjechië             | Puskás Aréna, Boedapest Toeschouwers: 52.834 Scheidsrechter: Sergej Karasjov |
| 27 juni 2021 «onderlinge duels» 18:00 (UTC+2) | De Ligt 55' |       | 68' Holeš 80' Schick | Puskás Aréna, Boedapest Toeschouwers: 52.834 Scheidsrechter: Sergej Karasjov |

#### Kwartfinale
|                                              |            |       |                        |                                                                             |
| 3 juli 2021 «onderlinge duels» 20:00 (UTC+4) | Tsjechië   | 1 – 2 | Denemarken             | Olympisch Stadion, Bakoe Toeschouwers: 16.306 Scheidsrechter: Björn Kuipers |
| 3 juli 2021 «onderlinge duels» 20:00 (UTC+4) | Schick 49' |       | 5' Delaney 42' Dolberg | Olympisch Stadion, Bakoe Toeschouwers: 16.306 Scheidsrechter: Björn Kuipers |

FAČR · A-internationals · Bondscoaches · Selecties · Statistieken · Tsjechisch vrouwenelftal · Olympisch elftal · Tsjechië U21 · Tsjechië U20 · Tsjechië U19 · Tsjechië U18 · Tsjechië U17 · Tsjechië U16
EK 1996 · 
EK 2000 · 
EK 2004 · 
EK 2008 · 
EK 2012 · 
EK 2016 · 
EK 2020
WK 1998 · 
WK 2002 · 
WK 2006 · 
WK 2010 · 
WK 2014 · 
WK 2018 · 
WK 2022
OS 2000
1906 · 1907 · 1908 · 1909 – 1938 · 1939 · 1940 – 1993 · 1994 · 1995 · 1996 · 1997 · 1998 · 1999 · 2000 · 2001 · 2002 · 2003 · 2004 · 2005 · 2006 · 2007 · 2008 · 2009 · 2010 · 2011 · 2012 · 2013 · 2014 · 2015 · 2016 · 2017 · 2018 · 2019 · 2020 · 2021
Albanië ·
Andorra ·
Armenië ·
Australië ·
Azerbeidzjan ·
België ·
Bosnië en Herzegovina ·
Brazilië ·
Bulgarije ·
Canada ·
China ·
Costa Rica ·
Cyprus ·
Denemarken ·
Duitsland ·
Engeland ·
Estland ·
Faeröer ·
Finland ·
Frankrijk ·
Georgië ·
Ghana ·
Griekenland ·
Hongarije ·
Ierland ·
IJsland ·
Israël ·
Italië ·
Japan ·
Joegoslavië ·
Kazachstan ·
Koeweit ·
Kosovo ·
Kroatië ·
Letland ·
Libanon ·
Liechtenstein ·
Litouwen ·
Luxemburg ·
Malta ·
Marokko ·
Mexico ·
Moldavië ·
Montenegro ·
Nederland ·
Nigeria ·
Noord-Ierland ·
Noord-Macedonië ·
Noorwegen ·
Oekraïne ·
Oostenrijk ·
Paraguay ·
Peru ·
Polen ·
Portugal ·
Qatar ·
Roemenië ·
Rusland ·
San Marino ·
Saoedi-Arabië ·
Schotland ·
Servië ·
Slovenië ·
Slowakije ·
Spanje ·
Trinidad en Tobago ·
Turkije ·
Uruguay ·
Verenigde Arabische Emiraten ·
Verenigde Staten ·
Wales ·
Wit-Rusland ·
Zuid-Afrika ·
Zuid-Korea ·
Zweden ·
Zwitserland
Denemarken (2021) · 
Duitsland (1996, 2) · 
Engeland (2021) · 
Ghana (2006) · 
Griekenland (2012) · 
Italië (2006) · 
Kroatië (2016) · 
Kroatië (2021) · 
Nederland (2021) · 
Polen (2012) · 
Portugal (2008) · 
Portugal (2012) · 
Rusland (2012) · 
Schotland (2021) · 
Spanje (2016) · 
Turkije (2008) · 
Verenigde Staten (2006) ·
Zwitserland (2008)
1 Vaclík ·
2 Kadeřábek ·
3 Čelůstka ·
4 Brabec ·
5 Coufal ·
6 Kalas ·
7 Barák ·
8 Darida  ·
9 Holeš ·
10 Schick ·
11 Krmenčík ·
12 Masopust ·
13 Ševčík ·
14 Jankto ·
15 Souček ·
16 Mandous ·
17 Zima ·
18 Bořil ·
19 Hložek ·
20 Vydra ·
21 Král ·
22 Matějů ·
23 Koubek ·
24 Pekhart ·
25 Pešek ·
26 Sadílek ·
Coach: Šilhavý